# Jelena Wladimirowna Sokolowa
Jelena Wladimirowna Sokolowa (russisch Елена Владимировна Соколова, engl. Transkription Yelena Sokolova; * 27. Dezember 1979) ist eine russische Langstreckenläuferin. 
2009 wurde sie Achte beim Alexander-der-Große-Marathon sowie Sechste beim Venedig-Marathon und 2010 Elfte beim Rom-Marathon.
Bei den Leichtathletik-Europameisterschaften 2010 in Barcelona kam sie über 10.000 m auf den siebten Platz.
Jelena Sokolowa wird von Wladimir Boschko trainiert und startet für den Verein Dinamo.

## Persönliche Bestzeiten
- 3000 m: 9:06,46 min, 11. Juli 2009, Schukowski
  - Halle: 9:19,99 min, 16. Februar 2006, Moskau
- 5000 m: 15:18,01 min, 19. Juli 2008, Kasan
  - Halle: 16:01,54 min, 8. Februar 2008, Moskau
- 10.000 m: 31:49,47 min, 23. Juli 2009, Tscheboksary
- Marathon: 2:31:54 h, 25. Oktober 2009, Venedig